# Kol (langue bantoue)
Pour les articles homonymes, voir Kol.
Le kol (ou bekol, bikele, bikele-bikay, bikele-bikeng, bokol) est une langue bantoue du groupe des langues makaa-njem (en), parlée dans la région de l'Est au Cameroun, dans le département du Haut-Nyong, dans l'arrondissement de Messamena, sur les deux rives du Nyong.
En 2007 on dénombrait 12 000 locuteurs. 